# Machimus fortis
Machimus fortis là một loài ruồi trong họ Asilidae. Machimus fortis được Loew miêu tả năm 1849.